# Peter Holm (1798-1875)
 Der er flere personer med dette navn, se Peter Holm.
Peter (også Peder) Holm (1798 – 1875) var en dansk organist og maler.
Holms løbebane blev fra kunstdrejer og instrumentmager til musiklærer, derefter organist ved Vor Frue Kirke i Aarhus. Som maler var Holm elev af C.D. Gebauer. Han udførte især portrætter og miniaturer efter bestilling, men har også malet prospekter fra Aarhus.
Holm udstillede slagmalerier i Hotel du Nord, København, efter Treårskrigen. Landskaberne var malet af Peter Holm, figurerne af sønnen Emil Holm.
Han var gift med Birgitte Stidsen.

## Galleri
- Peter Holm, Udsigt over Århus, ukendt årstal, ARoS
- Peter Holm, Udsigt over Aarhus set fra Riis Skov, ca. 1847, ARoS
- Peter Holm, Århus - set fra Moesgaard skov, ukendt årstal, ARoS
- Peter Holm, Aarhus set fra bakkerne i Riis Skov, ca. 1850, ARoS[2]